# Konstytucja Cypru
Konstytucja Cypru – ustawa zasadnicza Cypru ustanowiona 16 sierpnia 1960 r., składająca się z 199 artykułów w 13 rozdziałach i dołączonych do niej aneksów.

## Budowa Konstytucji
Poszczególne części noszą następujące tytuły:
- I. Przepisy ogólne
- II. Podstawowe prawa i wolności
- III. Prezydent Republiki, wiceprezydent Republiki i Rada Ministrów
- IV. Izba Reprezentantów
- V. Izby Wspólnot
- VI. Niezależni urzędnicy Republiki
- VII. Służba publiczna
- VIII. Siły Republiki
- IX. Wysoki Sąd Konstytucyjny
- X. Sąd Najwyższy i podległe mu sądy
- XI. Finanse
- XII. Postanowienia różne
- XIII. Postanowienia końcowe[1].

## Prace nad Konstytucją
Głównym celem stworzenia Konstytucji było zapewnienie pokojowego współistnienia i współrządzenia w ramach jednego państwa dwóch wspólnot narodowościowych tj. wspólnoty Greków cypryjskich i wspólnoty Turków cypryjskich. Obu tym wspólnotom zagwarantowano prawo do utrzymywania związków z Grecją i Turcją, w tym prawo do otrzymywania od tych krajów środków finansowych na działalność kulturową, oświatową, sportową i charytatywną oraz prawo do sprowadzania i zatrudniania greckich i tureckich nauczycieli, profesorów i duchownych. Obu wspólnotom Konstytucja nadała prawo do obchodzenia greckich i tureckich świąt narodowych.

## I. Postanowienia ogólne
Zawierają się od art. 1 do art. 5.
Zgodnie z postanowieniami konstytucyjnymi państwo cypryjskie jest niezależną i suwerenną Republiką, systemu prezydenckiego, w którym prezydentem jest Grek a wiceprezydentem Turek(art. 1). Społeczność państwa cypryjskiego tworzą zarówno osoby pochodzenia greckiego, jak i osoby pochodzenia tureckiego (art. 2). Ustalono, iż językami urzędowymi w Republice są: język grecki i język turecki (art. 3). Ponadto wszelkie dokumenty państwowe, w tym akty prawne podlegają promulgacji w Dzienniku Urzędowym nazwanym Official Gazette of the Republica (art. 3 pkt. 2). Obu wspólnotom Konstytucja nadała prawo do obchodzenia greckich i tureckich świąt narodowych (art. 5).

## II. Podstawowe prawa i wolności. System podstawowych praw i wolności człowieka i obywatela
Zawierają się od art. 6 do art. 35.
Podstawowe prawa i wolności jednostki uregulowano w części II, nawiązując w dużej mierze do Konwencji o ochronie praw człowieka i podstawowych wolności. Prawa i wolności te są zagwarantowane każdemu, niezależnie od posiadanego obywatelstwa, przynależności narodowej czy też religijnej. Wszystkim również zagwarantowano równość wobec prawa, administracji i wymiaru sprawiedliwości oraz prawo do równej ochrony i równego traktowania. Konstytucyjne korzystanie z praw i wolności jest zapewnione bez jakiejkolwiek dyskryminacji (art. 6). Władza ustawodawcza, wykonawcza i sądownicza zostały zobligowane do zagwarantowania w granicach swoich kompetencji, efektywnego stosowania przepisów konstytucyjnych (art. 35). Jedynie dla obywateli Republiki Cypryjskiej zastrzeżono zakaz wydalania z kraju (art. 14) oraz prawo do udziału w wyborach (art. 31). Każdy ma zagwarantowane prawo do życia i nietykalności osobistej (art. 7), z tym, że konstytucja dopuszcza możliwość pozbawienia życia w wyniku wykonania wyroku sądowego. Karą śmierci mogą być zagrożone tylko następujące rodzaje przestępstw:
- morderstwo z premedytacją
- zdrada stanu
- piractwo morskie
- zbrodnia wojenna.

Konstytucja również zakazuje tortur, okrutnego lub poniżającego traktowania albo karania (art. 8), niewolnictwa oraz przymusowej lub obowiązkowej pracy (art. 10), a ponadto przyznaje prawo do wolności i bezpieczeństwa osobistego (art. 11). Konstytucja wprowadza zakaz karania bez podstawy prawnej (art. 12), co w konsekwencji stanowi, iż w świetle tej regulacji nikt nie może być uznany za winnego popełnienia przestępstwa, jeżeli czyn jego polegający na działaniu lub zaniechaniu nie był przestępstwem w momencie jego popełnienia.
Następne regulacje zawarte w Konstytucji zawierają prawo do poszanowania życia prywatnego i rodzinnego (art. 15), mieszkania (art. 16) oraz korespondencji (art. 17), prawo do wolności myśli, sumienia i religii (art. 18). Gwarantuje każdej dorosłej osobie prawo do zawarcia związku małżeńskiego i założenia rodziny (art. 22).
| Religia na Cyprze                         | Udział mieszkańców danego wyznania w % |
| ----------------------------------------- | -------------------------------------- |
| Grekokatolicy                             | ok. 78%                                |
| Muzułmanie                                | ok. 18%                                |
| Inne wiary (maronici, ormianie, katolicy) | ok. 4%                                 |

Wspomniane wyżej mniejszości religijne mają konstytucyjnie zagwarantowane prawo zadeklarowania przynależności do jednej z dwóch największych wspólnot narodowościowych Cypru tj. Greków cypryjskich lub Turków cypryjskich.
Przepisy konstytucyjne dotyczące parytetu reprezentacji wspólnot narodowych w sprawowaniu władzy państwowej, które nie mogą być w praktyce stosowane z uwagi na wycofanie się Turków cypryjskich z życia politycznego kraju, muszą ustąpić miejsca wartości najwyższej jaką jest dobro narodu.
Dalej konstytucja gwarantuje każdemu prawo do wolności słowa i wyrażania opinii (art. 19), swobodnego stowarzyszania się w tym prawo tworzenia związków zawodowych i przystępowania do nich dla ochrony swoich interesów (art. 21). Art. 30 gwarantuje każdemu prawo do rzetelnego procesu sądowego. Ponadto katalog praw i wolności został rozszerzony poza unormowania znajdujące się w Konwencji o ochronie praw człowieka i podstawowych wolności. Owe prawa, oprócz prawa do swobodnego poruszania się po terytorium Republiki oraz do przebywania w jakiejkolwiek jej części (art. 13), mają charakter praw ekonomicznych i socjalnych.
Każdemu przyznano prawo do:
- odpowiedniego poziomu życia oraz do zabezpieczenia społecznego (art. 9)
- nauki oraz obowiązkowej i bezpłatnej edukacji w zakresie szkoły podstawowej (art. 20)
- wykonywania zawodu i prowadzenia działalności gospodarczej (art. 25)
- nabywania, posiadania, korzystania oraz rozporządzania nieruchomościami i ruchomościami (art. 23)
- swobody w zakresie zawierania umów na warunkach i z uwzględnieniem ograniczeń wynikających z ustawodawstwa (art. 26)
- strajku (art. 27)
- indywidualnie lub łącznie z innymi wystosować pisemną prośbę lub skargę do właściwego organu władzy publicznej, zaś o sposobie jej rozpatrzenia powinien być powiadomiony nie później niż w terminie 30 dni (art. 29).

### Obowiązki jednostki względem państwa i społeczeństwa
Konstytucja Republiki Cypryjskiej zawiera tylko dwa takie obowiązki:
1. Obowiązek przyczyniania się, w zakresie swoich możliwości, do ponoszenia ciężarów publicznych (art. 24)
2. Obowiązek odbywania służby wojskowej lub służby zastępczej – ze względu na światopogląd (art. 10 ust. 3 lit. b).

## III. Prezydent Republiki, Wiceprezydent Republiki i Rada Ministrów
Zawierają się od art. 36 do art. 60.
Konstytucja przewiduje, że na czele Republiki stoi Prezydent, ma on wyłączne prawo reprezentacji państwa na zewnątrz oraz ustanawiania i nadawania odznaczeń. Urzędu Prezydenta i Wiceprezydenta Republiki nie można łączyć ze stanowiskiem ministra, deputowanego, członka Izby Komunalnej, członka rady miejskiej, włączając stanowisko burmistrza, członka sił zbrojnych lub sił bezpieczeństwa Republiki lub z innym urzędem publicznym lub komunalnym. Artykuł 37 Konstytucji opisuje kompetencje głowy państwa, natomiast art. 38 wyznacza prawa jakie otrzymuje Prezydent. Co ważne konstytucja również określa wymagania jakie musi spełnić kandydat na prezydenta art. 40 Każdy ma prawo kandydować w wyborach na Prezydenta i Wiceprezydenta Republiki, jeżeli w dniu wyborów:
(a) jest obywatelem Republiki,
(b) ukończył trzydzieści pięć lat,
(c) nie był skazany w momencie wejścia w życie Konstytucji lub po tej dacie za przestępstwo o charakterze haniebnym lub niemoralnym ani nie jest objęty żadnym zakazem orzeczonym przez właściwy sąd za przestępstwo wyborcze,
(d) nie cierpi na chorobę umysłową uniemożliwiającą mu sprawowanie obowiązków Prezydenta lub Wiceprezydenta Republiki.
Kadencja Prezydenta trwa 5 lat, poczynając od dnia zaprzysiężenia w Izbie Reprezentantów, głowa państwa stoi na czele Rady Ministrów i zajmuje się organizacją działalności rządu oraz posiada liczne uprawnienia w zakresie reprezentacji państwa. Prezydent w czasie sprawowania urzędu nie ponosi odpowiedzialności karnej za swoje czyny (wyjątek prezydent może zostać pociągnięty do odpowiedzialności przed Sądem Najwyższym za zdradę stanu na podstawie uchwały Izby reprezentantów).

### Rada Ministrów i centralna administracja rządowa
Rada Ministrów składa się z powołanych przez prezydenta Republiki, Konstytucja przewiduje, że trzech ministrów spośród 10 osobowego składu Rady będzie wywodziło się z tureckiej wspólnoty narodowej.
Członkami Rady Ministrów mogą być:
- tylko obywatele Republiki Cypryjskiej, posiadający bierne prawo wyborcze do Izby Reprezentantów (art. 59 ust. 1)

Uprawnienia władzy wykonawczej sprawowane przez każdego z ministrów obejmują:
- wykonywanie ustaw oraz administrowanie wszystkimi sprawami związanymi ze sferą działania jego ministerstwa,
- przygotowanie projektów zarządzeń i przepisów dotyczących jego ministerstwa, w celu ich przedłożenia Radzie Ministrów,
- wydawanie poleceń i ogólnych instrukcji w celu wykonania ustaw dotyczących danego ministerstwa oraz zarządzeń i przepisów wydanych na ich podstawie,
- przygotowanie projektu budżetu w części dotyczącej danego ministerstwa, w celu przedłożenia go Radzie Ministrów.

Posiedzeniom Rady Ministrów przewodniczy bez prawa głosu prezydent Republiki oraz ustala porządek dzienny posiedzenia (art. 55 i 56)
W Republice Cypryjskiej zostało przyjęte oryginalne rozwiązanie, polegające na tym, że głowa państwa stoi na czele rządu, nie będąc jego członkiem.
Obecnie powoływani są ministrowie:
1. Spraw zagranicznych
2. Finansów
3. Pracy i zabezpieczenia społecznego
4. Handlu
5. Przemysłu i turystyki
6. Rolnictwa
7. Zasobów naturalnych i środowiska
8. Komunikacji i robót publicznych
9. Zdrowia
10. Sprawiedliwości i porządku publicznego
11. Obrony
12. Edukacji i kultury.

## IV. Izba Reprezentantów
Uregulowania zawierają się od art. 61 do art. 85.
Jest to jednoizbowy parlament, w którym zasiada pięćdziesiąt deputowanych, jednakże można ją zmienić uchwałą Izby Reprezentantów podjętą większością dwóch trzecich głosów deputowanych wybranych przez społeczność grecką i dwóch trzecich głosów deputowanych wybranych przez społeczność turecką. Trzy dodatkowe miejsca mają zagwarantowane mniejszości religijne (katolicy łacińscy, Ormianie, katolicy maroniccy). Są oni wybierani na pięcioletnią kadencję.
Artykuł 64 Każdy ma prawo kandydować na deputowanego, jeżeli w dniu wyborów:
- jest obywatelem Republiki,
- ukończył dwadzieścia pięć lat,
- nie został skazany w dniu wejścia w życie Konstytucji lub po tej dacie, za przestępstwo o charakterze haniebnym lub niemoralnym ani nie pozbawiono go prawa wyborczego na podstawie decyzji właściwego sądu ze względu na jakiekolwiek przestępstwo wyborcze,
- nie cierpi na chorobę umysłową uniemożliwiającą wykonywania, obowiązków deputowanego[7].

Poza powyższymi regulacjami, rozdział ten reguluje sposób samorozwiązania, uregulowania mandatu deputowanego, wszelkie kwestie dotyczące procedury parlamentarnej i funkcjonowania jej biur, posiedzeń, organizacji i kompetencji.

## V. Izby Wspólnot (Komunalne)
Uregulowanie zawierają się od art. 86 do art. 111.
Społeczności grecka i turecka wybierają spośród swoich członków Izby Komunalne, które mają uprawnienia wyraźnie określone przepisami Konstytucji. (art. 86). Izby te mają szerokie kompetencje nadane im w akcie najwyższym, czyli w Konstytucji Cypru. Kadencja Izby Komunalnej trwa pięć lat, począwszy od daty, którą określa odpowiednie prawo komunalne (art. 96).
Dalszymi uregulowaniami są kwestie dotyczące mandatów, kompetencji oraz struktury.

## VI. Niezależni urzędnicy Republiki
Regulacja zawarta jest w art. 112 do art. 121.
Urzędnicy administracji publicznej według konstytucji są rekrutowani zarówno spośród Greków, jak i Turków w proporcji siedem do trzech.
Urzędnicy Republiki dzielą się na:
- Prokurator Generalny Republiki i Zastępca Prokuratora Generalnego Republiki
- Główny Audytor i Zastępca Głównego Audytora
- Prezes i Wiceprezes Banku Emisyjnego Republiki

Prokurator Generalny stoi na czele Urzędu Prawnego Republiki. Prokurator ten jest doradcą prawnym Republiki, w szczególności prezydenta, Rady Ministrów i ministrów. Może on wszczynać, przejąć i kontynuować wszelkie postępowania karne przeciwko każdej osobie w Republice (art. 113 ust. 1 i 2). Jest on także honorowym przewodniczącym Cypryjskiej Rady Adwokackiej. Prokurator Generalny jest powoływany przez prezydenta Republiki na czas nieokreślony.
Audytor Generalny stoi na czele Urzędu Audytu. Jego kompetencje opierają się na kontroli wszystkich wydatków i przychodów państwa oraz dokonuje inspekcji państwowych rachunków bankowych i innych aktów oraz zaciągniętych przez państwo zobowiązań (art. 116 ust. 1). Audytora powołuje prezydent Republiki na czas nieokreślony. Konstytucja reguluje również możliwość powstania urzędu zastępcy Audytora Generalnego. Urząd Audytu jest podzielony na trzy wydziały:
Wydziały A i B są odpowiedzialne za sprawy finansowe i audyt działalności, oznacza to, iż mają kompetencję do przeprowadzania oceny skuteczności oraz gospodarności finansów
Wydział C opiera swą działalność na doradztwie technicznym.
Prezes Banku Emisyjnego Republiki zarządza Bankiem Emisyjnym Republiki, a Wiceprezes jest jego zastępcą. Bank Emisyjny nie podlega żadnemu ministerstwu. Rozdział ten zawiera również kompetencje, strukturę urzędu Prezesa i Wiceprezesa Banku.

## VII. Służba Państwowa (publiczna)
Uregulowania zawarte są od art. 122 do art. 128.
Służba państwowa składa się w siedemdziesięciu procentach z Greków i w trzydziestu procentach z Turków (Art. 123). Zostaje powołana również Komisja Służby Państwowej składająca się z przewodniczącego oraz dziewięciu członków mianowanych wspólnie przez Prezydenta i Wiceprezydenta Republiki.
Na służbę państwową składa się: Główny Księgowy i Zastępca Głównego Księgowego. Główny Księgowy z pomocą Zastępcy Głównego Księgowego zarządza i nadzoruje wszelkie operacje księgowe związane z finansami i innymi aktywami oraz zobowiązaniami zarządzanymi przez Republikę lub w jej imieniu i zgodnie z przepisami Konstytucji lub ustawy przyjmuje i dokonuje wypłat ze środków Republiki (art. 127). Zastępca Głównego Księgowego posiada uprawnienia i wykonuje takie obowiązki, jakie należą do jego urzędu oraz może, na podstawie dyspozycji Głównego Księgowego, posiadać wszelkie uprawnienia i wykonywać wszystkie funkcje i obowiązki nałożone na Głównego Księgowego w przypadku jego nieobecności lub przejściowej niezdolności do pełnienia urzędu.

## VIII. Siły Republiki
Regulacja zawarta w art. 129 do art. 132.
Armia Republiki liczy dwa tysiące ludzi, z których sześćdziesiąt procent stanowią Grecy i czterdzieści procent Turcy. Obowiązkowa służba wojskowa może być wprowadzona tylko na podstawie wspólnej zgody Prezydenta i Wiceprezydenta Republiki (art. 129). Dowódcy i zastępcy dowódców wojska, policji i żandarmerii Republiki są mianowani wspólnie przez Prezydenta i Wiceprezydenta Republiki (art. 131).

## IX. Wysoki Sąd Konstytucyjny (Trybunał Konstytucyjny)
Uregulowany w art. 133-151.
Tworzy się Trybunał Konstytucyjny Republiki składający się z jednego Greka, jednego Turka i jednego sędziego neutralnego. Sędzia neutralny jest Przewodniczącym Trybunału (art. 133). Siedzibą Trybunału Konstytucyjnego jest stolica Republiki. Prezes i pozostali sędziowie Trybunału Konstytucyjnego są mianowani wspólnie przez Prezydenta i Wiceprezydenta Republiki. Sędzia neutralny nie może być obywatelem Republiki, Królestwa Grecji, Republiki Turcji, Zjednoczonego Królestwa i jej kolonii. Sędziowie Trybunału Konstytucyjnego, Grek i Turek, powinni być obywatelami Republiki. Prezes i pozostali sędziowie Trybunału Konstytucyjnego są powoływani spośród prawników o najwyższym poziomie zawodowym i moralnym.
Pozostałe uregulowania dotyczą kompetencji, struktury, sposobie orzekania oraz prawa Trybunału.

## X. Sąd Najwyższy i podległe mu sądy
Regulacja zawarta jest w art. 152 do art. 164.
Powszechnymi sądami są tzw. sądy roków (asyzy) oraz sądy dystryktowe. Na strukturę sądownictwa Cypryjskiego składają się również sądy rodzinne, sądy kontroli czynszowej, sąd wojskowy, sąd pracy oraz gospodarczy Sąd Sporów Przemysłowych. Na czele stoi Sąd Najwyższy, jest on najwyższą instancja apelacyjną w sprawach karnych i cywilnych. Pełni on funkcję sądu administracyjnego oraz orzeka o konstytucyjności aktów prawnych w ramach przewidzianej kontroli prewencyjnej i następczej, a także rozstrzyga spory kompetencyjne pomiędzy organami państwowymi oraz rozpatruje protesty wyborcze. W skład Sądu Najwyższego wchodzi prezes i 12 sędziów powoływanych przez prezydenta Republiki na czas nieokreślony, nie dłużej niż do ukończenia 68 roku życia. Dalsze artykuły dotyczą posiedzeń sądu oraz jego szczegółowych kompetencji.

## XI. Postanowienia finansowe
Uregulowane w art. 165 do art. 168.
Cypr posiada Centralny Bank Cypru działający na podstawie konstytucji oraz ujednoliconej ustawy z lat 2002–2007. Bank ten uczestniczy w określaniu i wdrażaniu polityki monetarnej Europejskiego Systemu Banków Centralnych. Do obowiązków tej instytucji należą ponadto m.in. prowadzenie operacji walutowych, utrzymywanie i zarządzanie rezerwami finansowymi, nadzorowanie banków, zapewnianie stabilności systemu finansowego oraz zapewnienie płynności operacji płatniczych. Organami Banku są:
- zarząd
- prezes i wiceprezes[14].

W skład zarządu wchodzą: prezes i wiceprezes banku oraz 5 dalszych członków.
Każdy dochód i kwota w jakikolwiek sposób pobrana lub uzyskana przez Republikę, jest wpłacana na jeden rachunek określany jako Skonsolidowany Fundusz Republiki (art. 165). Uregulowane zostały ponadto kwestie związane z dochodami, wydatkami, subwencjami, sposobami wydatkowania państwa i ogólny budżet.

## XII. Postanowienia różne
Zostały uregulowane od art. 169 do art. 178.
Postanowienia różne dotyczą kwestii nadania klauzul najwyższego uprzywilejowania (art. 170), nadawania audycji radiowych i telewizyjnych, zapewnienie, iż Republika jest odpowiedzialna za każdy czyn zakazany lub zaniechanie powodujące szkodę wyrządzoną w następstwie wykonywania, lub usiłowania wykonania, obowiązków przez urzędników lub urzędy Republiki (art. 172). Zawarte są też informacje o radach miejskich, koncesjach i pozwoleniach.

## XIII. Postanowienia końcowe
Uregulowane od art. 179 do art. 199.
Postanowienia końcowe zawierają regulacje dotyczące m.in. tekstów Konstytucji sporządzonych w języku greckim i tureckim które, są oryginalne, jednakowo autentyczne i mają taką samą moc prawną (art. 180).
Ważnym elementem tych postanowień jest art. 183 dotyczący stanów nadzwyczajnych. W świetle tej regulacji Rada Ministrów, w przypadku wojny lub innego niebezpieczeństwa zagrażającemu istnieniu Republiki lub jej części, jest uprawniona do podjęcia decyzji o wprowadzeniu stanu nadzwyczajnego, w tym celu wydaje odpowiedni dekret. Powinien on wskazywać przepisy konstytucji, które zostają zawieszone na czas trwania stanu nadzwyczajnego. Jednak nie wszystkie przepisy mogą stanowić podstawę do wprowadzenia stanu nadzwyczajnego, tylko te wymienione w art. 183 ust. 2:
- art. 7 (zakaz pozbawiania życia, tylko w zakresie dotyczącym śmierci spowodowanej dopuszczalnymi działaniami wojennymi)
- art. 10 ust. 2 i 3 (zakaz pracy przymusowej)
- art. 11 (prawo do wolności i bezpieczeństwa osobistego)
- art. 13 (prawo do poruszania się po terytorium kraju)
- art. 16 (nienaruszalność mieszkania)
- art. 17 (nienaruszalność korespondencji)
- art. 19 (wolność słowa i wyrażania opinii)
- art. 21 (prawo do zawierania małżeństwa)
- art. 23 ust. 8 lit. d (odszkodowanie za skonfiskowany majątek)
- art. 25 (wolność zawodu)
- art. 27 (prawo do strajku).

Dekret ten powinien zostać opublikowany w Dzienniku Urzędowym.
Dalsze uregulowania postanowień końcowych dotyczą wejścia Konstytucji w życie.

## Aneksy
Są nimi dwie umowy międzynarodowe dołączone do konstytucji :
1. Aneks I Traktat gwarancyjny, zawarty między Grecją, Turcją i Wielką Brytanią z jednej strony oraz Republiką Cypryjską z drugiej. W umowie tej państwa, które zawarły z Cyprem umowę zobowiązały się gwarantować niepodległość, integralność terytorialną i bezpieczeństwo Cypru oraz jego porządek konstytucyjny.
2. Aneks II Traktat sojuszniczy zawarty między Republiką Cypryjską, Grecją, Turcją, w której państwa te zobowiązały się do współpracy w ramach wspólnej obrony oraz do ochrony Cypru przed atakami skierowanymi przeciwko jego niepodległości i terytorialnej integralności[1].
3. Aneks III przepisy konstytucyjne o charakterze niezmienialnym, stanowiące o prezydenckim systemie rządów, podziale władzy, prezydencie i wiceprezydencie Republiki oraz dwóch wspólnotach narodowych funkcjonujących w ramach państwa cypryjskiego, są to tzw. Basic Articles[1].

## Traktat o gwarancji
Zawiera zapewnienia Republiki Cypru do zapewnienia i utrzymania swojej niepodległości, integralności terytorialnej i bezpieczeństwa, a także poszanowania swojej Konstytucji, poszanowania integralności terenów pozostających w suwerennej władzy, do nieuczestniczenia, w całości lub w części, w żadnej unii politycznej lub ekonomicznej z żadnym innym państwem. W związku z tym deklaruje, że zakazana jest wszelka działalność mogąca, bezpośrednio lub pośrednio, propagować albo unię z jakimkolwiek innym państwem, albo podział wyspy.
Traktat wchodzi w życie z dniem jego podpisania. Oryginalne teksty niniejszego Traktatu będą zdeponowane w Nikozji.

## Traktat o przymierzu
Republika Cypru, Grecja i Turcja zobowiązują się do współpracy dla ich wspólnej obrony, a także, że będą się wspólnie konsultować w kwestiach związanych z obroną, do oporu przeciw każdej bezpośredniej lub pośredniej napaści lub agresji skierowanej przeciwko niepodległości lub integralności terytorialnej.
Traktat wchodzi w życie z dniem jego podpisania. Wysokie Umawiające się Strony zawrą dodatkowe porozumienia, jeśli wymagać tego będzie wykonanie Traktatu.